# Saint-Aubin-de-Courteraie

Saint-Aubin-de-Courteraie este o comună în departamentul Orne, Franța. În 1 ianuarie 2022 avea o populație de 130 de locuitori.